# Eatman
Eat-Man est un manga qui fut plus tard adapté en 2 séries TV.
- Scénario et Dessin : Akihito Yoshitomi
- Dessin : Akihito Yoshitomi
- Couleurs : Noir et blanc

## Synopsis
Eat-Man décrit les aventures de Bolt Crank. Ce mercenaire-aventurier hors du commun a un don extraordinaire : il peut manger n'importe quel objet et ensuite le reconstituer dans sa main droite. C'est ce don qui lui permettra d'affronter les situations dans lesquelles il se trouve confronté et ses ennemis qui forment une véritable armée.

## Albums
Édition Asuka :
- Tome 1 : mars 2005  (ISBN 2-84965-055-2)
- Tome 2 : mai 2005  (ISBN 2-84965-066-8)
- Tome 3 : juillet 2005  (ISBN 2-84965-084-6)
- Tome 4 : septembre 2005  (ISBN 2-84965-094-3)
- Tome 5 : novembre 2005  (ISBN 2-84965-096-X)
- Tome 6 : février 2006  (ISBN 2-84965-115-X)
- Tome 7 : mai 2006  (ISBN 2-84965-158-3)
- Tome 8 : août 2006  (ISBN 2-84965-175-3)